# Calatholejeunea paradoxa
Calatholejeunea paradoxa là một loài Rêu trong họ Lejeuneaceae. Loài này được (Schiffner) K.I. Goebel mô tả khoa học đầu tiên năm 1928.